# ماتيو مارتينو
ماتيو مارتينو (بالإيطالية: Matteo Martino) (28 يناير 1987 في إيطاليا - ) هو لاعب كرة طائرة شاطئية ولاعب كرة طائرة إيطاليا في مركز ضارب خارجي ‏. شارك في الألعاب الأولمبية الصيفية 2008. ولعب مع Montpellier Volley ‏.

## وصلات خارجية
- ماتيو مارتينو على موقع الاتحاد الأوروبي (الإنجليزية)
- ماتيو مارتينو على موقع قاعدة بيانات الكرة الطائرة الشاطئية (الإنجليزية)
- ماتيو مارتينو على موقع عالم الكرة الطائرة (الإنجليزية)
- ماتيو مارتينو على موقع دوري الدرجة الأولى الإيطالي للكرة الطائرة - رجال (الإيطالية)
- ماتيو مارتينو على موقع أوليمبيديا (الإنجليزية)